# Extreme
Extreme ist eine US-amerikanische Rockband, die 1985 in Boston gegründet wurde. Ihren Mittelpunkt bilden der Gitarrist Nuno Bettencourt und der Sänger Gary Cherone, welche auch die meisten Kompositionen der Gruppe schufen. Die Band hatte zu Beginn der 1990er Jahre ihre größten Erfolge.

## Geschichte
Extreme ging aus der 1981 gegründeten Band The Dream hervor, die 1983 ein sechs Lieder umfassendes Album aufnahm und veröffentlichte. 1985 gewann die Gruppe mit ihrem Lied Mutha (Don’t Want to Go to School Today) einen vom Musiksender MTV veranstalteten Wettbewerb, im gleichen Jahr benannten sich die Musiker in Extreme um und holten mit Nuno Bettencourt einen zweiten Gitarristen in die Band. Nach nur drei Proben mit Nuno trennte sich die Band vom ursprünglichen Gitarristen Peter Hunt, der mit Bettencourts technischen Fähigkeiten nicht konkurrieren konnte. 1986 stieß der Bassist Pat Badger als Ersatz für Paul Mangone zur Gruppe. In dieser neuen Besetzung erspielte sich Extreme in kurzer Zeit einen guten Ruf in der Umgebung ihrer Heimatstadt Boston. Die Gruppe spielte 1986 erstmals in Europa und nahm an Festivals in Portugal teil. 1987 gewann die Band den Boston Music Award und unterzeichnete einen Plattenvertrag bei A&M. Das Lied Play with Me erschien als Teil des Soundtracks des Films Bill & Teds verrückte Reise durch die Zeit.
Ihr Debütalbum veröffentlichte die Gruppe im Jahr darauf, doch es gelang ihr vorerst nicht, über ihren Bundesstaat hinaus bekannt zu werden. Erst mit dem zweiten Album Pornograffitti, das 1990 erschien, änderte sich dieser Umstand: Die daraus ausgekoppelte Single More Than Words erreichte Platz 1 der US-Charts. Das von Bettencourt und Cherone komponierte, nur mit Akustikgitarre begleitete Lied der A-Seite avancierte zu einem internationalen Hit. Extreme gehörte damit zu den Pionieren der Unplugged-Bands. Als weitere Hitsingles bzw. Lieder konnten sich Hole Hearted, wiederum ein auf Akustikgitarre (Bettencourt spielt dabei eine zwölfsaitige Westerngitarre) basierender Titel (Platz vier in den US-Charts), und Get the Funk Out hoch in den Charts platzieren. Extreme besetzten mit ihrem Funk-Rock eine eigene Nische; der Gitarrist Nuno Bettencourt wurde ein gefragter Gastmusiker für zahlreiche Aufnahmen anderer Künstler. Er spielte mit Janet Jackson auf ihrem Lied Black Cat und nahm auch mit TM Stevens mehrere Titel auf.
Mit dem dritten, überaus ehrgeizigen Album III Sides to Every Story konnte die Band wegen des Fehlens einer radiofreundlichen Single nicht an den kommerziellen Erfolg des Vorgängers anknüpfen. Viele Kritiker hielten die Platte für überambitioniert. Extreme nahm 1992 am Freddie Mercury Tribute Concert zu Ehren des verstorbenen Queen-Sängers teil.
Für diesen Auftritt studierte die Band ein eigens zusammengestelltes Queen-Medley drei Wochen vor dem Konzert in ihrer Heimatstadt Boston ein. Außer den Hits More Than Words und Get the Funk Out hatte die Band keine Lieder, welche die eingeteilte Auftrittsdauer von gut 20 Minuten gefüllt hätten. Da alle Extreme-Musiker große Queen-Fans waren, einigte man sich auf das Medley und schließlich als Zugabe More Than Words. Noch heute gilt der Auftritt nach einer Umfrage des Rolling Stone Magazine von 2008 (5) als einer der zehn besten Live-Auftritte aller Zeiten (Platz 1: Queens Live-Aid-Auftritt 1985).
1994 verließ der Schlagzeuger Paul Geary die Band. Als Ersatz stieg der ehemalige Annihilator-Schlagzeuger Mike Mangini für das Monsters-of-Rock-Festival in Castle Donington ein. Das vierte Album Waiting for the Punchline wies deutliche Grunge-Einflüsse auf und floppte kommerziell. Daraufhin löste sich die Band auf.
Der Sänger Gary Cherone wurde als Ersatz für Sammy Hagar bei Van Halen verpflichtet. Das mit der Gruppe veröffentlichte Album Van Halen III war kommerziell nicht erfolgreich, was zur Trennung von Cherone führte. Bettencourt startete derweil eine Solokarriere und veröffentlichte u. a. das Album Schizophonic. 2004 traten die Extreme-Musiker anlässlich des 20. Maré de Agosto Internacional Music Festival auf der portugiesischen Insel Santa Maria auf den Azoren, dem Geburtsort von Bettencourt, erstmals wieder gemeinsam auf. Anstelle von Pat Badger spielte bei diesem Konzert Carl Restivo den Bass. Anlässlich des WAAF’s Hillmann 15th Anniversary Concert trat die Gruppe am 18. September 2004 im City Hall Plaza in Boston neben Puddle of Mudd und den Dropkick Murphys auf. Weitere Auftritte folgten 2006, im Dezember 2007 spielte die Band anlässlich der Boston Music Awards und gab bei diesem Anlass bekannt, dass sie ein neues Album veröffentlichen werde.

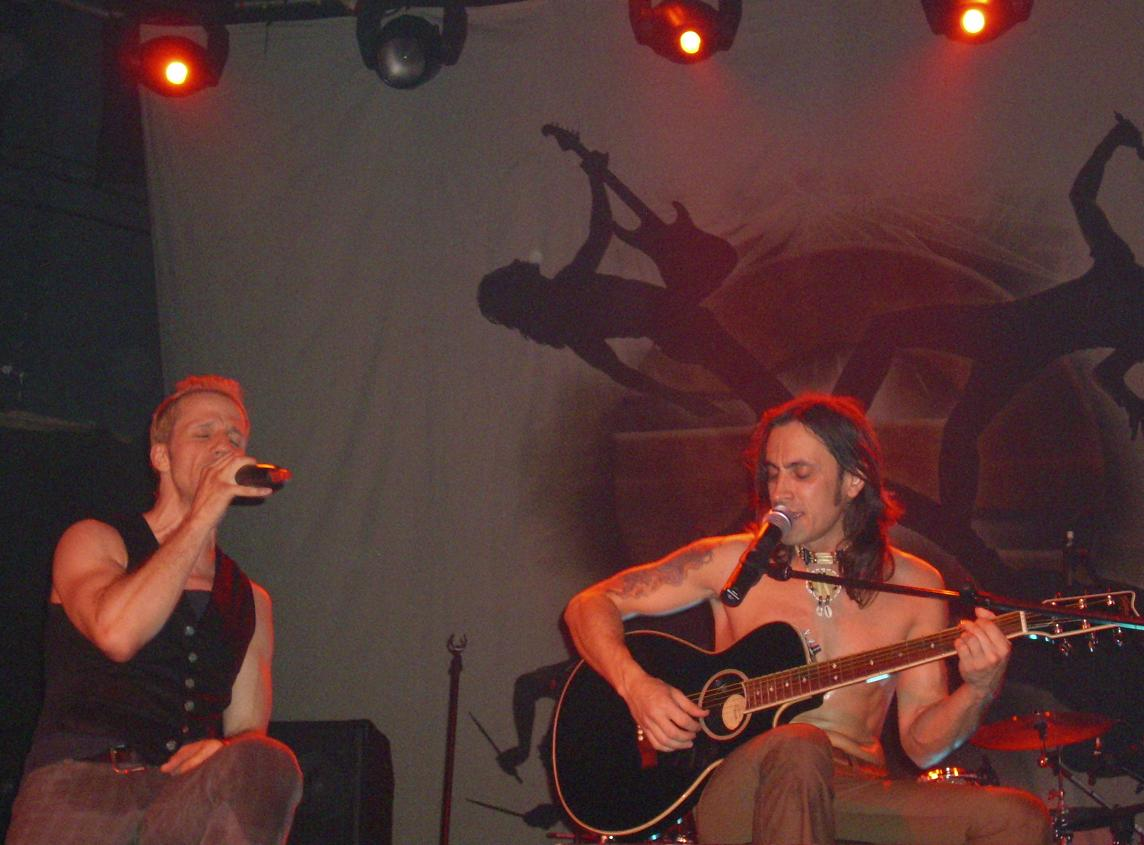
Gary Cherone und Nuno Bettencourt bei einem Live-Auftritt in Madrid, Oktober 2008

Am 12. August 2008 erschien das Saudades de Rock betitelte Album, 2010 veröffentlichte die Gruppe das Live-Album und die DVD Take Us Alive, die beide bei einem Konzert in Boston aufgenommen worden waren.
Im Juni/Juli 2014 kehrten Extreme in der Besetzung mit Gary Cherone, Nuno Bettencourt, Pat Badger und Kevin Figueiredo zum ersten Mal seit sechs Jahren für drei Konzerte (Mannheim – Alte Seilerei, Köln – Live Music Hall und Nürnberg – Rockfabrik) nach Deutschland zurück.
Am 1. März 2023 wurde die Single und das Musikvideo Rise veröffentlicht; gleichzeitig kündigte die Band das Erscheinen ihres sechsten Studioalbums Six für den 9. Juni 2023 an. Am 19. April des Jahres veröffentlichte Band die Videos zu den Titeln Banshee und #Rebel. Am 30. Mai 2023 wurde das Video zu dem Titel Other Side Of The Rainbow veröffentlicht.

## Trivia
- Mike Mangini wurde auf dem Album Waiting for the Punchline zwar als Bandmitglied genannt, nahm tatsächlich aber nur drei Lieder mit der Gruppe auf. Bei den restlichen Titeln spielte noch Paul Geary das Schlagzeug.
- Anfang der 1990er Jahre hatte Nuno Bettencourt einen Cameo-Auftritt, als er selbst im Videoclip von Stuttering John zu I’ll Talk My Way Out of It (neben Gene Simmons und Sting) auftrat.
- Extreme steuerte 1994 mit der Coverversion des Kiss-Liedes Strutter einen Titel zum Tributealbum Kiss My Ass bei.
- Das Album Pornograffitti wurde mit dem Lied More than Words promotet.
- Mike Mangini und Pat Badger spielten bei Gary Cherones Projekt Tribe of Judah und auf deren CD Exit Elvis mit.

## Diskografie

### Studioalben
| Jahr | Titel Musiklabel                      | Höchstplatzierung, Gesamtwochen, AuszeichnungChartplatzierungen (Jahr, Titel, Musiklabel, Platzierungen, Wochen, Auszeichnungen, Anmerkungen) | Höchstplatzierung, Gesamtwochen, AuszeichnungChartplatzierungen (Jahr, Titel, Musiklabel, Platzierungen, Wochen, Auszeichnungen, Anmerkungen) | Höchstplatzierung, Gesamtwochen, AuszeichnungChartplatzierungen (Jahr, Titel, Musiklabel, Platzierungen, Wochen, Auszeichnungen, Anmerkungen) | Höchstplatzierung, Gesamtwochen, AuszeichnungChartplatzierungen (Jahr, Titel, Musiklabel, Platzierungen, Wochen, Auszeichnungen, Anmerkungen) | Höchstplatzierung, Gesamtwochen, AuszeichnungChartplatzierungen (Jahr, Titel, Musiklabel, Platzierungen, Wochen, Auszeichnungen, Anmerkungen) | Anmerkungen                                                  |
| Jahr | Titel Musiklabel                      | DE | AT | CH | UK | US | Anmerkungen                                                  |
| ---- | ------------------------------------- | --- | --- | --- | --- | --- | ------------------------------------------------------------ |
| 1989 | Extreme A&M Records                   | — | — | — | — | US80 (32 Wo.)US | Erstveröffentlichung: 14. März 1989                          |
| 1990 | Pornograffitti A&M Records            | DE15 (39 Wo.)DE | AT17 (12 Wo.)AT | CH10 Gold · (17 Wo.)CH | UK12 Platin · (61 Wo.)UK | US10 ×2Doppelplatin · (75 Wo.)US | Erstveröffentlichung: 7. August 1990 Verkäufe: + 2.720.000   |
| 1992 | III Sides to Every Story A&M Records  | DE20 (13 Wo.)DE | AT27 (4 Wo.)AT | CH14 (9 Wo.)CH | UK2 Gold · (11 Wo.)UK | US10 Gold · (23 Wo.)US | Erstveröffentlichung: 22. September 1992 Verkäufe: + 800.000 |
| 1995 | Waiting for the Punchline A&M Records | DE46 (9 Wo.)DE | AT37 (2 Wo.)AT | CH24 (7 Wo.)CH | UK10 (3 Wo.)UK | US40 (5 Wo.)US | Erstveröffentlichung: 7. Februar 1995                        |
| 2008 | Saudades de Rock Open E               | — | — | — | — | US78 (1 Wo.)US | Erstveröffentlichung: 12. August 2008                        |
| 2023 | Six earMUSIC                          | DE8 (2 Wo.)DE | AT6 (1 Wo.)AT | CH4 (2 Wo.)CH | UK22 (1 Wo.)UK | US67 (1 Wo.)US | Erstveröffentlichung: 9. Juni 2023                           |

### Livealben
- 2010: Take Us Alive – Boston 2009

### Kompilationen
- 1992: Remixes & B-Sides
- 1998: The Best of Extreme: An Accidental Collication of Atoms?
- 2002: 20th Century Masters – The Millennium Collection: The Best of Extreme
- 2002: Hole Hearted
- 2002: The Collection
- 2004: 20th Century Masters – The DVD Collection: The Best of Extreme
- 2007: Best of Extreme
- 2012: Tragic Comic

### EPs
- 1990: Extragraffitti
- 1998: Running Gag

### Singles
| Jahr | Titel Album                             | Höchstplatzierung, Gesamtwochen, AuszeichnungChartplatzierungen (Jahr, Titel, Album, Platzierungen, Wochen, Auszeichnungen, Anmerkungen) | Höchstplatzierung, Gesamtwochen, AuszeichnungChartplatzierungen (Jahr, Titel, Album, Platzierungen, Wochen, Auszeichnungen, Anmerkungen) | Höchstplatzierung, Gesamtwochen, AuszeichnungChartplatzierungen (Jahr, Titel, Album, Platzierungen, Wochen, Auszeichnungen, Anmerkungen) | Höchstplatzierung, Gesamtwochen, AuszeichnungChartplatzierungen (Jahr, Titel, Album, Platzierungen, Wochen, Auszeichnungen, Anmerkungen) | Höchstplatzierung, Gesamtwochen, AuszeichnungChartplatzierungen (Jahr, Titel, Album, Platzierungen, Wochen, Auszeichnungen, Anmerkungen) | Anmerkungen                                               |
| Jahr | Titel Album                             | DE | AT | CH | UK | US | Anmerkungen                                               |
| ---- | --------------------------------------- | --- | --- | --- | --- | --- | --------------------------------------------------------- |
| 1990 | Get the Funk Out Pornograffitti         | — | — | — | UK19 (7 Wo.)UK | — | Erstveröffentlichung: Mai 1990                            |
| 1990 | Decadence Dance Pornograffitti          | — | — | — | UK36 (3 Wo.)UK | — | Erstveröffentlichung: 7. August 1990                      |
| 1991 | More Than Words Pornograffitti          | DE8 (23 Wo.)DE | AT13 (12 Wo.)AT | CH3 (21 Wo.)CH | UK2 Platin · (11 Wo.)UK | US1 Gold · (24 Wo.)US | Erstveröffentlichung: 25. März 1991 Verkäufe: + 1.630.000 |
| 1991 | Hole Hearted Pornograffitti             | DE48 (13 Wo.)DE | — | — | UK12 (7 Wo.)UK | US4 (20 Wo.)US | Erstveröffentlichung: 15. September 1991                  |
| 1992 | Song for Love Pornograffitti            | — | — | — | UK12 (6 Wo.)UK | — | Erstveröffentlichung: 1992                                |
| 1992 | Rest in Peace III Sides to Every Story  | — | — | CH20 (3 Wo.)CH | UK13 (5 Wo.)UK | US96 (3 Wo.)US | Erstveröffentlichung: 24. August 1992                     |
| 1992 | Stop the World III Sides to Every Story | — | — | — | UK22 (2 Wo.)UK | US95 (3 Wo.)US | Erstveröffentlichung: 2. November 1992                    |
| 1993 | Tragic Comic III Sides to Every Story   | — | — | — | UK15 (4 Wo.)UK | — | Erstveröffentlichung: 25. Januar 1993                     |
| 1995 | Hip Today Waiting for the Punchline     | — | — | — | UK44 (2 Wo.)UK | — | Erstveröffentlichung: 27. Februar 1995                    |

Weitere Singles
- 1989: Little Girls
- 1989: Kid Ego
- 1989: Mutha (Don’t Wanna Go to School Today)
- 1994: There Is No God
- 1995: Cynical
- 2023: Rise
- 2023: #Rebel
- 2023: Banshee
- 2023: Other Side of the Rainbow

### Videoalben
- 1991: Photograffitti (VHS, US: Gold)
- 2005: Classic Extreme (DVD)
- 2006: Videograffiti: The Definitive (DVD)
- 2007: Essential Videos
- 2010: Take Us Alive

## Auszeichnungen für Musikverkäufe
| Goldene Schallplatte - Australien - 1992: für das Album Pornograffitti - Dänemark - 2020: für die Single More Than Words - Italien - 2021: für die Single More Than Words - Japan - 1993: für das Album III Sides to Every Story - 1995: für das Album Waiting for the Punchline - Neuseeland - 1991: für das Album Pornograffitti - Niederlande - 1991: für die Single More Than Words - 1992: für das Album Pornograffitti - Schweden - 1991: für die Single More Than Words | Platin-Schallplatte - Australien - 1991: für die Single More Than Words - Brasilien - 2024: für die Single More Than Words - Kanada - 1991: für die Single More Than Words - 1992: für das Album III Sides to Every Story - Spanien - 2024: für die Single More Than Words 2× Platin-Schallplatte - Neuseeland - 2024: für die Single More Than Words 3× Platin-Schallplatte - Kanada - 1991: für das Album Pornograffitti |

Anmerkung: Auszeichnungen in Ländern aus den Charttabellen bzw. Chartboxen sind in ebendiesen zu finden.
| Land/RegionAuszeichnungen für Musikverkäufe (Land/Region, Auszeichnungen, Verkäufe, Quellen) | Gold       | Platin       | Verkäufe  | Quellen              |
| -------------------------------------------------------------------------------------------- | ---------- | ------------ | --------- | -------------------- |
| Australien (ARIA)                                                                            | Gold1      | Platin1      | 105.000   | aria.com.au          |
| Brasilien (PMB)                                                                              | —          | Platin1      | 60.000    | pro-musicabr.org.br  |
| Dänemark (IFPI)                                                                              | Gold1      | —            | 45.000    | ifpi.dk              |
| Italien (FIMI)                                                                               | Gold1      | —            | 35.000    | fimi.it              |
| Japan (RIAJ)                                                                                 | 2× Gold2   | —            | 200.000   | riaj.or.jp           |
| Kanada (MC)                                                                                  | —          | 5× Platin5   | 500.000   | musiccanada.com      |
| Neuseeland (RMNZ)                                                                            | Gold1      | 2× Platin2   | 70.000    | radioscope.co.nz     |
| Niederlande (NVPI)                                                                           | 2× Gold2   | —            | 125.000   | nvpi.nl              |
| Schweden (IFPI)                                                                              | Gold1      | —            | 25.000    | sverigetopplistan.se |
| Schweiz (IFPI)                                                                               | Gold1      | —            | 25.000    | hitparade.ch         |
| Spanien (Promusicae)                                                                         | —          | Platin1      | 60.000    | elportaldemusica.es  |
| Vereinigte Staaten (RIAA)                                                                    | 3× Gold3   | 2× Platin2   | 3.050.000 | riaa.com             |
| Vereinigtes Königreich (BPI)                                                                 | Gold1      | 2× Platin2   | 1.000.000 | bpi.co.uk            |
| Insgesamt                                                                                    | 14× Gold14 | 14× Platin14 |           |                      |